# Ploštěnka mléčná
Ploštěnka mléčná (Dendrocoelum lacteum) je drobný vodní bezobratlý ploštěnec z podkmene ploštěnek.

## Anatomie
Ploštěnka dorůstá délky asi 10 mm, má ploché, mléčně zbarvené tělo s prosvítajícím rozvětveným střevem. Potravu přijímá a nestrávené zbytky odstraňuje jediným otvorem uprostřed těla. Má velkou regenerační schopnost, dokáže nahrazovat poškozené části svého těla. Živí se drobnými organismy a řasami. Sama se stává potravou ryb a dalších větších organismů. Pohybuje se pomocí svalového vaku pod pokožkou.
V přední části těla se nacházejí hmatové laloky. Ploštěnka má jednoduchou vylučovací soustavu (protonefridie), která sestává z plaménkových buněk. Nervová soustava je provazcovitá. V přední části těla se nacházejí oční skvrny – primitivní orgán zraku. Dýchá celým povrchem těla

## Výskyt
Žije ve stojatých vodách, např. v jezerech, ale i v pomaleji tekoucích řekách a potocích, pod spadanou kůrou, kameny a mezi rostlinami. Snáší i teplejší a více znečištěné vody.